# 埃尔多拉多商业塔

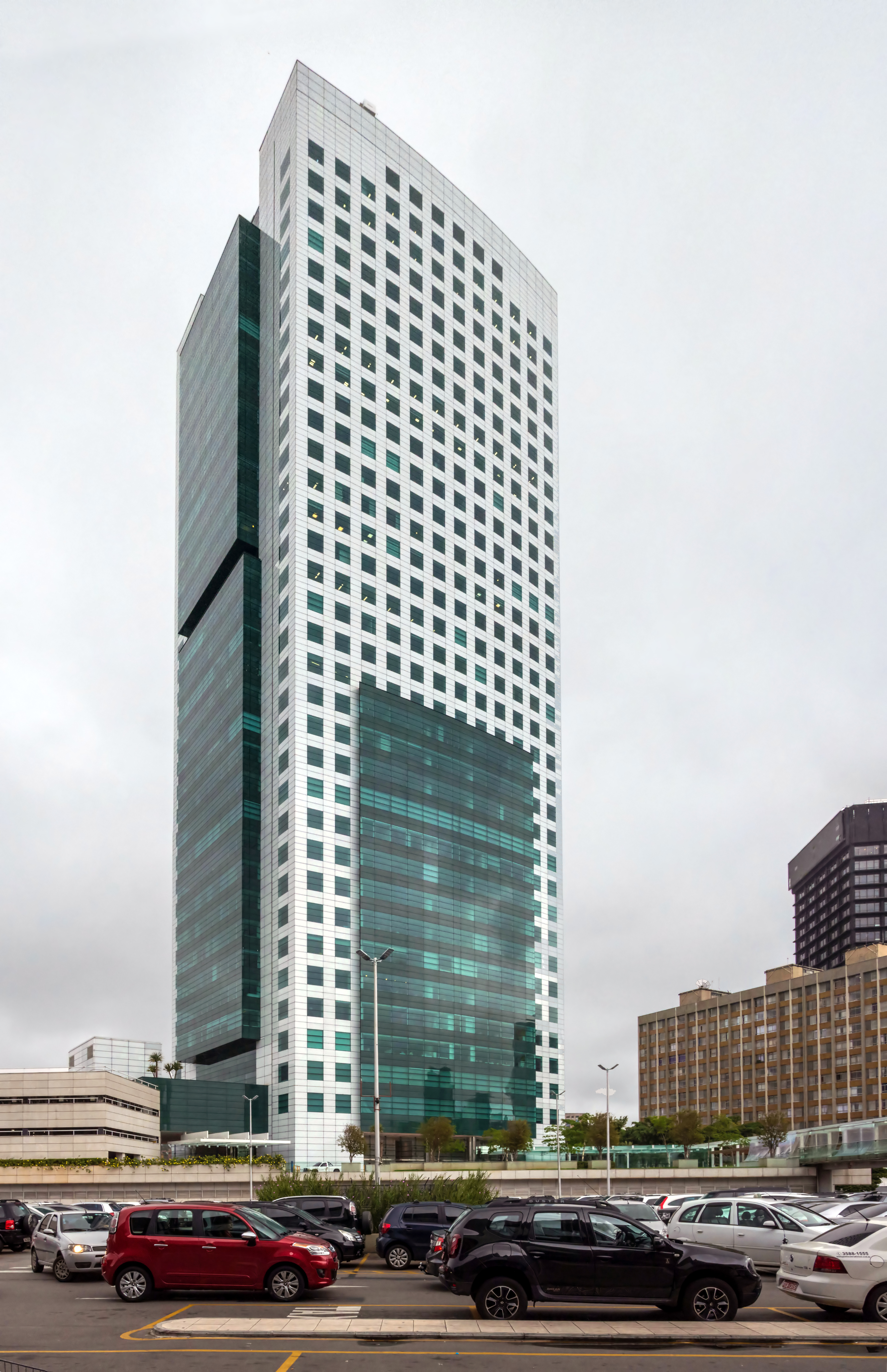
埃尔多拉多商业塔

埃尔多拉多商业塔（葡萄牙語：Eldorado Business Tower）是圣保罗的一座摩天大厦。大厦楼高141米，有36层，于2007年落成。
23°34′23″S 46°41′52″W / 23.57306°S 46.69778°W